# Halbmond-Löffelente
Die Halbmond-Löffelente (Spatula rhynchotis, Syn.: Anas rhynchotis), auch Australische Löffelente genannt, ist eine Art der Familie der Entenvögel. Sie kommt in zwei Unterarten vor. Die Nominatform Spatula rhynchotis rhynchotis zählt zur Fauna Australiens, während die Neuseeländische Löffelente in Neuseeland beheimatet ist.
Die IUCN stuft die Halbmond-Löffelente als nicht gefährdet (least concern) ein.

## Erscheinungsbild

### Erscheinungsbild ausgewachsener Halbmond-Löffelenten
Die Halbmond-Löffelente ist eine mittelgroße, schlanke Ente. Sie erreicht eine Körperlänge zwischen 46 und 53 Zentimeter. Sie wiegt im Durchschnitt 665 Gramm. Die Flügelspannweite beträgt 70 bis 80 Zentimeter. Die Art weist einen auffälligen Geschlechtsdimorphismus auf. Im Prachtkleid hat das Männchen einen blaugrauen Kopf. Das Kopfgefieder glänzt dabei schwach. Auffallend ist ein länglicher, weißer Strich, der vom vorderen Augenansatz abwärts verläuft. Er ist besonders deutlich bei der neuseeländischen Unterart ausgeprägt. Seine Form ist variabel, manchmal ist er fast halbmondförmig. Bei der Nominatform ist er gelegentlich nur angedeutet. Der Scheitel und die Kehle sind schwarzgrau. Die Körperunterseite ist grau. Die Federn der Brust weisen unterschiedlich breite, helle Säume auf, so dass die Brust geschuppt wirkt. Dies ist besonders auffällig bei der neuseeländischen Unterart, bei der in manchen Jahren die Säume breit weiß sind. Dieselben Individuen haben in manchen Jahren aber auch nur schmal hell rahmfarben gesäumte Brustfedern.

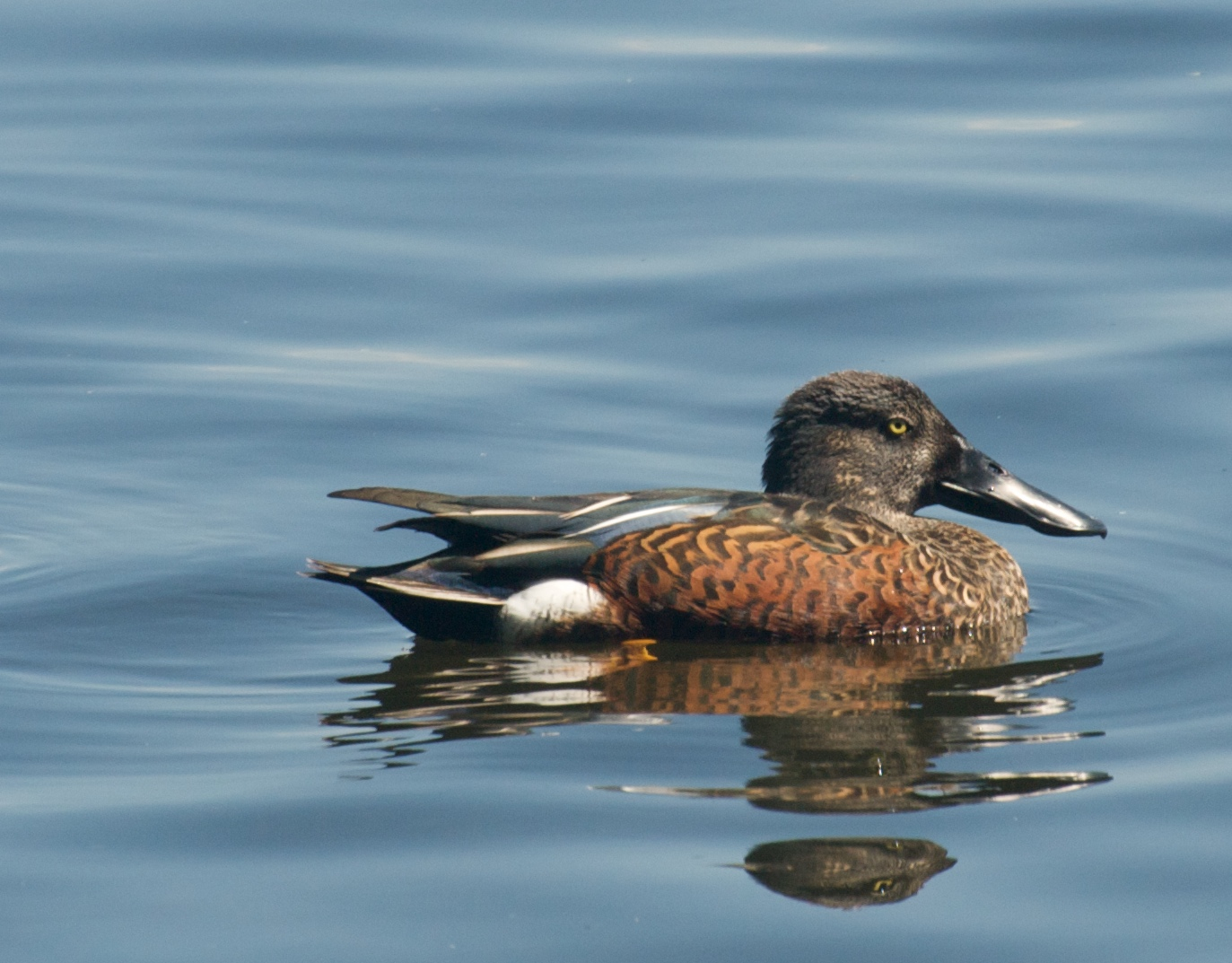
Halbmond-Löffelente, Männchen

Die Körperseiten sind leuchtend rotbraun bis kastanienbraun. Auf den Flanken findet sich jeweils ein auffälliger weißer Fleck. Das Rückengefieder ist dunkel schwarzbraun. Die Schwanzunterdecke ist etwas heller braun gefärbt. Bei ruhenden oder schwimmenden Halbmond-Löffelenten fallen verlängerte Federn auf den Seiten auf, die teilweise weiße Federschäfte haben. Im Flug ist der leuchtend grüne Flügelspiegel auffällig, der von einem breiten weißen Band begrenzt ist. Der große, klobige Schnabel ist schwarzgrau, die Augen sind gelblich. Beine und Füße sind orange. Im Ruhekleid gleicht das Männchen der Nominatform dem Weibchen. Allerdings ist das Männchen insgesamt etwas rotbrauner als das Weibchen. Auch im Ruhekleid sind die Augen gelblich. Bei der neuseeländischen Unterart sind im Ruhekleid des Männchens die Rückenfedern schwarzgrün mit schmalen Säumen. Die Weibchen dieser Unterart haben am Rücken Federn mit breiten dunkelbraunen Säumen.
Das Weibchen weist ein braun geflecktes Gefieder auf. Seine Augen sind braun, und Beine und Füße sind von einem bräunlichen Orange. Auch bei ihm ist im Flug der Flügelspiegel auffallend. Er ist jedoch insgesamt bräunlicher.

### Erscheinungsbild der Küken und Jungvögel
Die Küken gleichen denen der anderen Löffelenten, auch wenn ihr Dunenkleid insgesamt dunkler ist. Der Scheitel, der hintere Nacken sowie die Körperoberseite sind dunkelbraun. Die Wangen und die Körperunterseite sind blass strohgelb. Auf jeder Körperseite findet sich je ein gelber Fleck, und auch die Flügel weisen jeweils einen gelben Fleck auf. Ein dunkler Augenstreif verläuft vom Schnabel bis zum Hinterkopf. Die Küken der Halbmond-Löffelente haben außerdem dunkle Ohrflecken. Der Schnabel ist überwiegend dunkelgrau, und die Füße und Beine sind dunkelbraun. Jungvögel ähneln den Weibchen. Das Gefieder an Brust und dem unteren Hals ist allerdings etwas stärker gestreift.

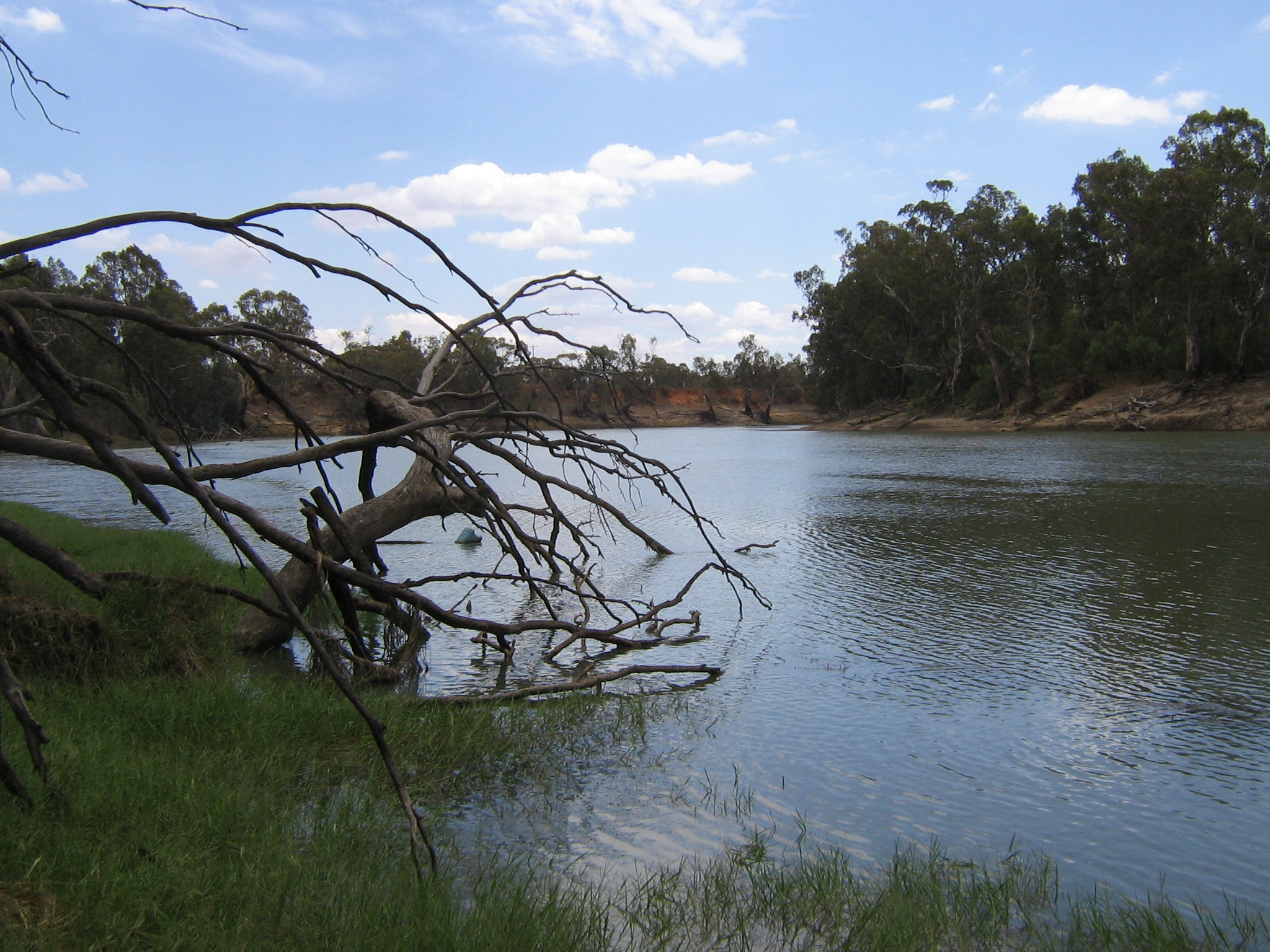
Der Murray River in Australien zählt zu den Verbreitungsschwerpunkten der Halbmond-Löffelente.

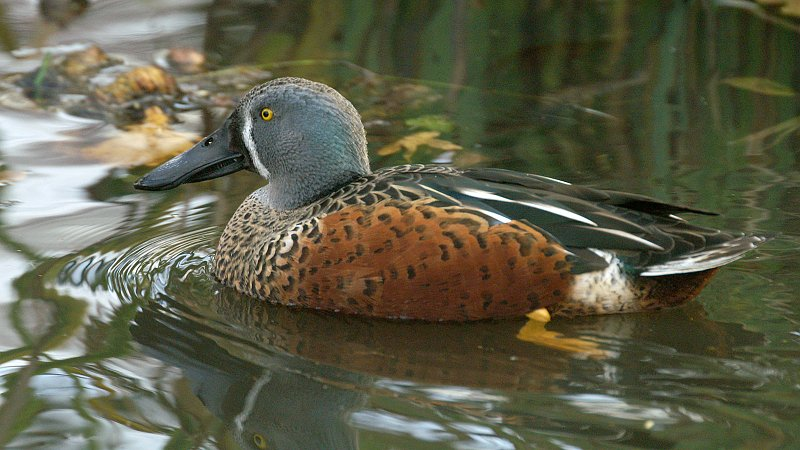
Männchen

### Verwechslungsmöglichkeiten mit anderen Arten
Die Halbmond-Löffelente ist eine typische Löffelente, die in ihrer Gestalt an die eurasische Löffelente, die afrikanische Kaplöffelente und die Fuchslöffelente erinnert. Wie alle diese Enten weist sie einen massigen und vorne breit auslaufenden Schnabel auf. In ihrem Verbreitungsgebiet kann sie normalerweise mit keiner anderen Entenart verwechselt werden. Allerdings gelangt die eurasische Löffelente gelegentlich als Irrgast nach Australien. Die eurasische Löffelente hat jedoch einen flaschengrünen Kopf mit einer weißen Stirn und eine weiße Vorderbrust. Die ebenfalls in Australien vorkommende Rosenohrente weist einen ähnlich großen, klobigen Schnabel auf. Diese Ente ist jedoch viel kleiner, hat eine andere Körpergestalt und eine auffallende schwarzweiße Kopfzeichnung.

## Verbreitung und Bestand
Die Halbmond-Löffelente ist eine endemische Entenart Australiens und Neuseelands. In Australien ist ihr Verbreitungsgebiet disjunkt. Eine Population lebt im Südwesten Australiens. Das Verbreitungsgebiet im Osten Australiens ist erheblich größer. Hier liegt der Verbreitungsschwerpunkt im Süden. Sie sind besonders zahlreich in den Flusssystemen des Darling und Murray Rivers. In ihrem östlichen Verbreitungsgebiet erreicht die Halbmond-Löffelente den tropischen Norden Australiens. Auch Tasmanien ist von der Halbmond-Löffelente besiedelt.
In Neuseeland ist die Halbmond-Löffelente auf beiden Inseln mit einer Unterart vertreten, die als Neuseeländische Löffelente bezeichnet wird. Die Population der neuseeländischen Unterart wird auf 10.000 bis 100.000 Individuen geschätzt. Eine ähnlich große Bandbreite wird für die australische Unterart genannt. Die Weltgesamtpopulation für beide Unterarten beträgt zwischen 100.000 und 300.000 Individuen.

## Lebensraum
Halbmond-Löffelenten leben überwiegend an Süßwassergewässern, wo sie im flachen Uferbereich und auf den Schlammbänken das Wasser mit dem Schnabel durchseihen. Sie besiedeln in Australien in den letzten Jahren auch zunehmend Wasserrückhaltebecken. Sie präferieren dabei Gewässer, deren Wasserstand saisonal nur wenig schwankt und die dicht mit Wasserpflanzen bewachsen sind.  An Brackwässern, Salzseen und in Flussmündungen halten sich Halbmond-Löffelenten nur selten auf. In Australien dringen sie in Zeiten mit starken Regenfällen weiter ins Inland vor. Sie besiedeln jedoch nur Gewässer, die ausreichend Deckung in Ufernähe bieten. Wegen ihrer Abhängigkeit von Regenfällen kommen sie gelegentlich nur an den Seen im Küstengebiet Südostaustraliens sowie an großen Wasserläufen mit Überschwemmungsflächen vor. In diesen Zeiten können sie in großen Schwärmen beobachtet werden und sind dann auch mit Anas-Arten vergesellschaftet.

## Nahrung und Nahrungserwerb
Die Halbmond-Löffelente ernährt sich überwiegend animalisch. Hauptbestandteil sind Wasserflöhe, Wasserinsekten und Kleinmollusken. Sie nimmt während der Futtersuche allerdings auch Samen auf. Ähnlich wie die Löffelente durchseiht sie das Wasser und presst dabei das aufgenommene Wasser seitlich aus dem Schnabel. Die Futterbestandteile bleiben dabei in den Schnabellamellen hängen. Häufig ist während der Nahrungssuche ein schnelles Schwimmen zu beobachten.
Die Halbmond-Löffelente gründelt nur gelegentlich und noch seltener taucht sie nach ihrer Nahrung. Sie durchseiht während des Tauchens vermutlich den Bodenschlamm von Gewässern.

## Fortpflanzung

### Balz

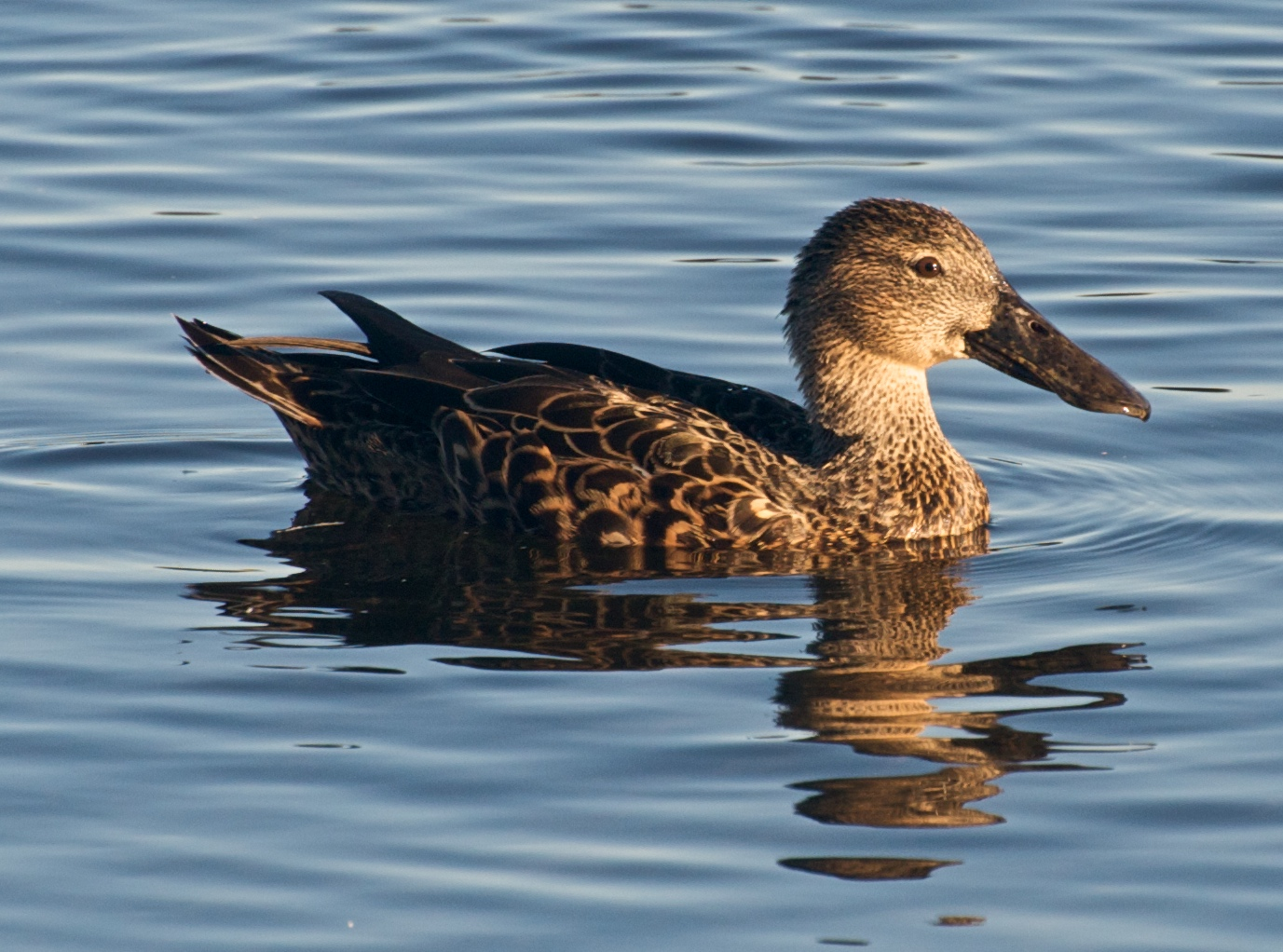
Weibchen

Halbmond-Löffelenten haben ein umfangreiches Balzrepertoire. In der Regel balzen mehrere Männchen in der Nähe der Weibchen. Zu den Balzritualen zählen Kopfschütteln, Kopf-Hochschnellen und schnelle Pumpbewegungen mit dem Kopf. Diese Balzbewegungen, die sowohl Männchen als auch Weibchen zeigen, kommen auch bei anderen Löffelenten vor. Auf dem Höhepunkt der Balz zeigen die Männchen ein Scheinputzen des Gefieders sowie ein ritualisiertes Flügelschlagen. Balzende Männchen folgen den Weibchen auch im Flug; solche Verfolgungsflüge sind feste Bestandteile der Balz. Zu den auffälligsten Balzgesten zählt ein Auffliegen des Männchens, bei dem es von dem im Wasser schwimmenden Weibchen wegfliegt, sich aber kurz darauf wieder aufs Wasser fallen lässt und zum Weibchen und der balzenden Gruppe zurückfliegt. Diese Flüge sind häufig halbkreisförmig und werden meist von mehreren Männchen mehrmals wiederholt.

### Aufzucht der Jungen
Halbmond-Löffelenten nisten einzeln. Sie ziehen nach jetzigem Kenntnisstand nur ein Gelege pro Jahr groß. Das Nest findet sich häufig wohlversteckt in der Vegetation in einiger Entfernung vom Wasser. Der Nistplatz wird vom Entenpaar ausgesucht. Die Eiablage beginnt in Australien gewöhnlich im August. Die Brutzeit der Neuseeländischen Löffelente fällt dagegen in die Monate Oktober bis November. Die Eier sind elliptisch bis rundoval. Die Oberfläche ist glatt und glänzt. Die Schale ist hellrahmfarben und weist einen leichten blaugrünen Anflug auf. Ein Vollgelege umfasst neun bis elf Eier. Es brütet allein das Weibchen. Das Männchen verlässt das Weibchen mit Brutbeginn und einsetzender Mauser. Die Inkubationszeit beträgt 24 bis 25 Tage. Die Küken, die nur vom Weibchen geführt werden, sind nach etwa acht Wochen flügge.

## Haltung in Europa
Die Halbmond-Löffelente zählt zu den Arten, die erst relativ spät nach Europa und Nordamerika importiert wurden. 1934 wurden ein Männchen und zwei Weibchen der neuseeländischen Unterart in Frankreich gehalten. 1935 erfolgte dort die Erstzucht. Der britische Wildfowl Trust, dem bei einer Reihe von Entenarten die Welt- beziehungsweise die europäische Erstzucht gelang, hielt Halbmond-Löffelenten der neuseeländischen Unterart wieder ab 1960 und die Nominatform ab 1967. Beide Unterarten konnten vom Wildfowl Trust erfolgreich nachgezüchtet werden. Seit dem Beginn der 1990er Jahre wird in Europa allerdings überwiegend die Neuseeländische Löffelente gehalten. Die Halbmond-Löffelente ist unter anderem infolge von Inzuchtdepressionen in der europäischen Haltung nahezu vollständig verschwunden. Die Neuseeländische Löffelente hat außerdem den Vorteil, dass sie etwas kälteresistenter als die australische Unterart ist.

## Belege